# Дебелко, Роман Николаевич
Рома́н Никола́евич Дебе́лко (укр. Роман Миколайович Дебелко; род. 8 августа 1993, Сопов, Ивано-Франковская область) — украинский футболист, нападающий клуба ЮКСА.

## Биография
Роман Дебелко родился в Коломыйском районе на Ивано-Франковщине. Первыми его тренерами были Пётр Петрович Грабец и Алексей Роман. Впервые проявил себя на районном турнире «Кожаный мяч», где был признан лучшим игроком своей команды. Далее занимался в СДЮШОР Прикарпатье. В 2009 году на одном из межрегиональных турниров выступал за сборную Ивано-Франковской области. Там футболиста заметил тренер команды Донецкой области и пригласил в «Металлург». Дебелко поехал на просмотр, после чего был оставлен в команде. С 2011 года играл за молодёжную команду «Металлурга» под руководством Сергея Шищенко.
В 2013 году вместе с партнёром по дублю «Металлурга» Павлом Грищенко на правах аренды перешёл в «Бананц» (Ереван), который тренировал Владмир Пятенко, ранее работавший в донецком клубе. После возвращения из Армении продолжил играть в дубле. Сезон 2014/15 должен был стать последним для него в «молодёжке» дончан, со следующего сезона 22-летний футболист уже попадал под возрастной «лимит», поэтому ещё зимой 2015 года Сергей Шищенко захотел всех игроков 1993 года, в числе которых был и Дебелко, отдать в аренду. Всего в 2010—2014 годах Дебелко сыграл за дубль дончан 110 матчей, отличился 26 голами. Также пять матчей в сезоне 2012/2013 он сыграл за «Металлург» в юношеском первенстве Премьер-лиги.
Продолжил карьеру в днепродзержинской «Стали». В её составе в дебютном сезоне завоевал «серебро» первой лиги и в результате снятия своего бывшего клуба, «Металлурга», повысился в классе. В украинской Премьер-лиге дебютировал 2 августа 2015 года в игре против луганской «Зари». В феврале 2018 года будучи игроком львовских «Карпат», перешел на правах аренды в эстонскую «Левадию». Стал автором единственного и победного гола в финале Кубка Эстонии в ворота таллинской «Флоры». В Эстонии выступал на протяжении сезона, после чего вернулся в «Карпаты» и отыграл за них до завершения 2018/19 сезона. В июне 2019 на правах свободного агента перешел в состав действующего чемпиона Латвии: ФК «Рига», с которой в итоге и защитил чемпионское звание.
Летом 2021 года заключил контракт с криворожским «Кривбассом».

## Достижения
«Сталь» (Каменское)
- Серебряный призёр Первой лиги Украины: 2014/15

«Левадия»
- Серебряный призёр чемпионата Эстонии: 2018
- Обладатель Кубка Эстонии: 2017/18
- Обладатель Суперкубка Эстонии: 2018

«Рига»
- Чемпион Латвии: 2019

«Шахтёр» (Солигорск)
- Чемпион Белоруссии: 2021
- Обладатель Суперкубка Белоруссии: 2021

«Кривбасс»
- Бронзовый призёр чемпионата Украины: 2023/24